# Даунс (Канзас)
Даунс (англ. Downs) — місто (англ. city) в США, в окрузі Осборн штату Канзас. Населення — 800 осіб (2020).

## Географія
Даунс розташований за координатами 39°30′11″ пн. ш. 98°32′50″ зх. д. / 39.50306° пн. ш. 98.54722° зх. д. (39.503072, -98.547121).  За даними Бюро перепису населення США в 2010 році місто мало площу 2,60 км², уся площа — суходіл. В 2017 році площа становила 3,04 км², уся площа — суходіл.

## Демографія
Згідно з переписом 2010 року, у місті мешкало 900 осіб у 424 домогосподарствах у складі 239 родин. Густота населення становила 347 осіб/км².  Було 508 помешкань (196/км²).
Расовий склад населення:
| - 97,6 % — білих - 1,1 % — корінних американців - 0,6 % — азіатів - 0,1 % — чорних або афроамериканців |

До двох чи більше рас належало 0,7 %. Частка іспаномовних становила 0,9 % від усіх жителів.
За віковим діапазоном населення розподілялося таким чином: 20,2 % — особи молодші 18 років, 53,8 % — особи у віці 18—64 років, 26,0 % — особи у віці 65 років та старші. Медіана віку мешканця становила 49,5 року. На 100 осіб жіночої статі у місті припадало 89,9 чоловіків;  на 100 жінок у віці від 18 років та старших — 89,4 чоловіків також старших 18 років.
Середній дохід на одне домашнє господарство  становив 50 306 доларів США (медіана — 44 167), а середній дохід на одну сім'ю — 61 164 долари (медіана — 57 500). Медіана доходів становила 33 841 долар для чоловіків та 28 500 доларів для жінок. За межею бідності перебувало 7,9 % осіб, у тому числі 17,1 % дітей у віці до 18 років та 4,3 % осіб у віці 65 років та старших.
Цивільне працевлаштоване населення становило 548 осіб. Основні галузі зайнятості: освіта, охорона здоров'я та соціальна допомога — 27,2 %, виробництво — 15,9 %, роздрібна торгівля — 13,5 %.